# Intelligence civique
L'intelligence civique est une forme d'intelligence orientée sur l'intérêt public et le civisme. Elle peut se manifester chez des individus isolés, ou collectivement au sein d'organisations, d'institutions ou de sociétés, ayant ainsi été utilisée au cours de l'histoire par divers groupes humains cherchant à atteindre un objectif politique. L'éducation, sous ses multiples formes, a aidé certains pays à accroître la sensibilisation et l'engagement politiques en amplifiant l'intelligence civique des groupes collaboratifs. Au début du XXIe siècle, l'intelligence artificielle et les médias sociaux, deux innovations récemment introduites dans les sociétés humaines, sont de plus en plus utilisés par des groupes organisés pour résoudre des problèmes politiques, économiques et sociétaux.

## Le concept
À l'instar du terme de capital social, celui d'intelligence civique est utilisé indépendamment par plusieurs auteurs depuis le début du XXe siècle. Bien qu'il y ait eu peu ou pas de contacts directs entre eux, les différentes significations associées au terme sont généralement complémentaires les unes des autres.
Le terme est utilisé pour la première fois en 1902 par Samuel T. Dutton, superintendant du Teachers College Schools à l'occasion de l'inauguration de l'école Horace Mann lorsqu'il note que « l'augmentation de l'intelligence civique est un véritable objectif de l'éducation dans ce pays ». Plus récemment, en 1985, David Matthews, président de la Fondation Kettering, rédige un article intitulé Civic Intelligence dans lequel il évoque le déclin de l'engagement civique aux États-Unis.
Un emploi encore plus récent du terme se trouve dans un article intitulé Cultivating Society's Civic Intelligence: Patterns for a New World Brain (Cultiver l'intelligence civique des sociétés : modèles pour un nouveau cerveau mondial) de Douglas Schuler. Selon cet auteur, l'intelligence civique concerne des groupes d'individus car c'est à ce niveau que se forme l'opinion publique et que les décisions sont prises ou au moins influencées. Elle s'applique à des groupes, formels ou informels, qui travaillent à des objectifs civiques tels que l'amélioration de l'environnement ou la non-violence entre les personnes. Cette version est liée à de nombreux autres concepts qui sont depuis les années 2010 l'objet d'une grande attention : l'intelligence collective, l'engagement civique, la démocratie participative, l'émergence, les nouveaux mouvements sociaux, la résolution collaborative de problèmes et le Web 2.0.
Lorsqu'il propose ses modèles de langage (pattern langages) Liberating Voices pour la révolution de la communication, Schuler fait de l'intelligence civique le premier de ses 136 modèles.
Selon cet auteur, l'intelligence civique s'apparente à « l'intelligence coopérative » de John Dewey ou à la « foi démocratique » lorsqu'il affirme :
« each individual has something to contribute, and the value of each contribution can be assessed only as it entered into the final pooled intelligence constituted by the contributions of all »
— John Dewey, Democracy and educational administration. Essays, 1937

« chacun a quelque chose à apporter et la valeur de chacune de ces contributions individuelles ne peut être appréciée qu'une fois insérée dans l'ensemble de l'intelligence constituée par les contributions de tous »
— Démocratie et administration des structures éducatives. Essais, 1937
L'intelligence civique est implicitement invoquée par le sous-titre du livre de Jared Diamond de 2004, Effondrement - Comment les sociétés décident de leur disparition ou de leur survie (Collapse: Why Some Societies Choose to Fail or Succeed) et par la question posée dans le livre de Thomas Homer-Dixon de 2000 Ingenuity Gap: How Can We Solve the Problems of the Future ? (le Fossé de la naïveté : comment résoudre les problèmes du futur ?)  qui suggère que l'intelligence civique sera nécessaire à l'humanité pour faire face aux problèmes liés au changement climatique et à d'autres événements potentiellement catastrophiques. Avec ces significations, l'intelligence civique est moins un phénomène à étudier qu'un processus ou un outil dynamique à façonner et à manier par des individus ou des groupes. Selon cette logique, elle peut affecter la façon dont se construit la société lorsqu’elle est employée comme outil de réflexion ou d'action collective. L'intelligence civique peut impliquer des groupes de grandes ou seulement quelques individus, peut être plus apparente dans les petits groupes de petite taille en raison d'interactions plus intimes et de la dynamique de groupe.
Robert Putnam, qui est largement responsable de la prise en compte généralisée du « capital social », a écrit que l'innovation sociale survient souvent en réponse aux besoins sociaux. Cela fait écho aux découvertes de George Basalla relatives à l'innovation technologique, qui elle-même facilite et répond à l'innovation sociale. Le concept d'« intelligence civique », exemple d'innovation sociale, est une réponse à un besoin perçu. L'accueil qu'il reçoit ou non sera proportionnel à son besoin perçu par les autres. Ainsi, les besoins sociaux sont à l'origine de l'innovation sociale et de l'intelligence civique collective.
L'intelligence civique se concentre sur le rôle de la société civile et du public pour plusieurs raisons. Au minimum, la participation du public est nécessaire pour ratifier les décisions importantes prises par les entreprises ou le gouvernement. Au-delà de cela, cependant, la société civile est à l'origine et a assuré la direction d'un certain nombre de mouvements sociaux vitaux. Toute enquête sur la nature de l'intelligence civique est également collaborative et participative. L'intelligence civique est intrinsèquement multidisciplinaire et évolutive. Les scientifiques cognitifs abordent certaines de ces questions dans l'étude de la « cognition distribuée ». Les spécialistes des sciences sociales en étudient certains aspects avec leurs travaux sur la dynamique de groupe, la théorie démocratique, les systèmes sociaux et de nombreux autres sous-domaines. Le concept est important dans la littérature commerciale (« apprentissage organisationnel ») et dans l'étude des « communautés épistémiques » (communautés de recherche scientifique, notamment).

## Intelligence civique et politique
Politiquement, l'intelligence civique rassemble les gens pour former des pensées ou des idées collectives pour résoudre des problèmes politiques. Historiquement, Jane Addams était une militante qui a réformé les quartiers de Chicago en termes de logement des immigrants, en organisant des conférences sur les problèmes actuels, en construisant le premier terrain de jeu public et en menant des recherches sur les éléments culturels et politiques des communautés qui l'entourent. Elle n'est qu'un exemple de la façon dont l'intelligence civique peut influencer la société. Les mouvements historiques en Amérique tels que ceux liés aux droits de l'homme, à l'environnement et à l'équité économique ont été lancés par des citoyens ordinaires, et non par des gouvernements ou des entreprises. Pour obtenir des changements dans ces sujets, des personnes d'horizons différents se réunissent pour résoudre des problèmes locaux et mondiaux. Un autre exemple d'intelligence civique est la façon dont les gouvernements se sont réunis en 2015 à Paris pour formuler un plan visant à réduire les émissions de gaz à effet de serre et à atténuer certains effets du réchauffement climatique.

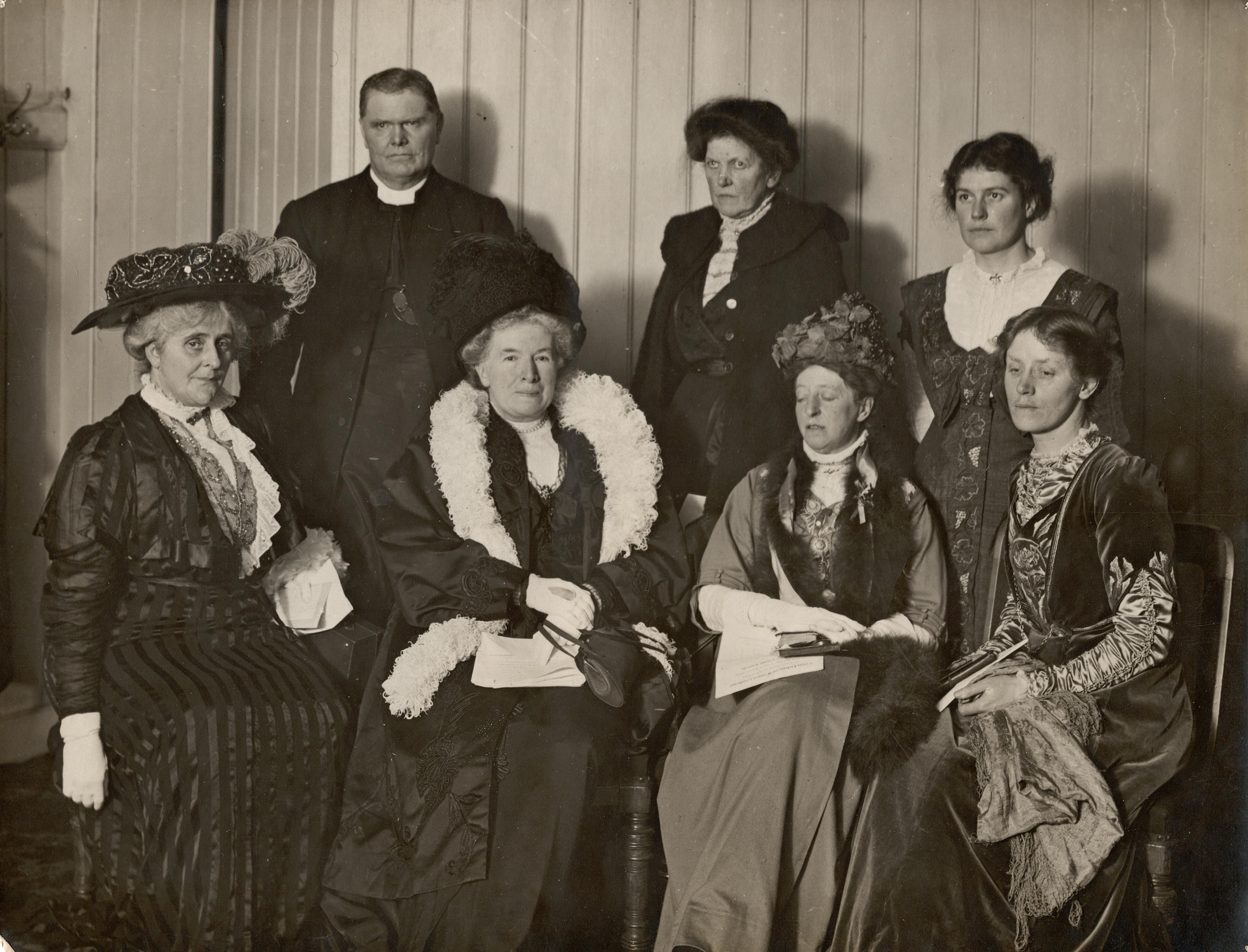
Groupe qui a débattu du suffrage des femmes au Free Trade Hall, Manchester

Au niveau politique il n'existe aucun véritable atlas de l'intelligence civique. Pourtant la quantité et la qualité des exemples dans le monde sont énormes. Bien qu'un atlas complet ne soit pas nécessairement un objectif, des ressources en ligne sont développées pour enregistrer au moins une fraction de ces efforts. L'augmentation du nombre de réseaux de défense juridique transnationaux les manifestations mondiales coordonnées contre l'invasion de l'Irak, et les Forums sociaux mondiaux qui ont fourni un "espace libre" à des milliers de militants du monde entier, tous soutiennent l'idée que l'intelligence civique se développe. On peut noter aussi des efforts de moindre envergure comme le travail du groupe des Amis de la Nature visant à créer une « carte verte » de la ville de Pékin.
L'engagement politique des citoyens provient parfois de l'intelligence collective de l'engagement des communautés locales par le biais de l'éducation politique. Les exemples traditionnels d'engagement politique comprennent le vote, la discussion de problèmes avec des voisins et des amis, le travail pour une campagne politique, la participation à des rassemblements, la formation de groupes d'action politique, etc. Des scientifiques sociaux et économiques tels que Jason Corburn et Elinor Ostrom continuent d'analyser comment les gens se rassemblent pour atteindre des objectifs collectifs tels que le partage des ressources naturelles, la lutte contre les maladies, la formulation de plans d'action politiques et la préservation de l'environnement.
Selon Harry C. Boyte, il pourrait être utile pour les établissements d'enseignement tels que les collèges ou même les lycées d'éduquer les élèves sur l'importance de l'intelligence civique en politique en vue de meilleurs choix  pour aborder les problèmes de société grâce à une intelligence citoyenne collective : les écoles serviraient en quelque sorte d'«espace libre» pour des efforts d'engagement communautaire de la part des élèves. Les écoles, selon Boyte, permettent aux gens d'agir dans leurs communautés, ralliant ainsi un nombre croissant de personnes pour en apprendre davantage sur la politique et se former des opinions politiques. Il soutient que cette réaction en chaîne est ce qui conduit ensuite à l'intelligence civique et à l'effort collectif pour résoudre des problèmes spécifiques dans les communautés locales. Il ressort d'une étude que des citoyens plus informés et plus attentifs au monde politique qui les entoure sont plus engagés politiquement tant au niveau local que national. Une étude, regroupant les résultats de 70 articles sur la conscience politique, constate que la conscience politique est importante dans le début de la participation citoyenne et de l'expression de l'opinion. On assiste depuis la fin des années 2010 à un changement dans la façon dont les citoyens restent informés et deviennent attentifs au monde politique. Bien que les méthodes traditionnelles d'engagement politique soient encore utilisées par la plupart des individus, en particulier les personnes âgées, il y a une tendance à se déplacer vers les médias sociaux et Internet en termes d'engagement politique et d'intelligence civique.

## Économie et engagement citoyen
L'intelligence civique est à l’œuvre dans l'élaboration des politiques économiques et la prise de décision dans le monde entier. Selon un article, des membres de la communauté d'Olympia, dans l'État de Washington, ont travaillé avec les administrations locales et des experts sur l'amélioration des logements à prix modérés dans la région. Cette collaboration a utilisé l'outil de l'intelligence civique. En outre, l'article soutient que les organisations à but non lucratif peuvent faciliter la participation des citoyens locaux aux discussions sur des questions économiques telles que le logement social, les taux de salaire, etc. En Europe, selon le rapport de la RSA sur le Conseil économique des citoyens, la participation et les discussions démocratiques ont des impacts positifs sur les problèmes économiques de la société tels la pauvreté, les situations de logement, l'écart salarial, les soins de santé, l'éducation, la disponibilité alimentaire, etc. Le rapport met l'accent sur l'autonomisation des citoyens, la clarté et la communication, et le renforcement de la légitimité autour du développement économique. Le conseil économique de la RSA travaille à l'application d'idées économiques plus participatives et à l'augmentation du niveau d'expertise des boursiers qui conseilleront les décideurs politiques sur l'engagement des citoyens dans l'économie. Le rapport soutient que l'augmentation de l'engagement des citoyens rend les gouvernements plus légitimes grâce à une confiance accrue du public, à l'engagement des actionnaires et à l'engagement politique du gouvernement. Des idées telles que la création de jurys de citoyens, de comités de référence de citoyens et le processus de décentralisation de l'élaboration des politiques sont explorées plus en profondeur dans le rapport. L'intelligence civique collective est vue comme un outil par le RSA pour améliorer les enjeux économiques de la société.
À l'échelle mondiale, participation et intelligence civiques interagissent avec les besoins des entreprises et des gouvernements. Une étude révèle qu'une concentration économique locale accrue est corrélée à une diminution des niveaux d'engagement civique parce que les voix des citoyens sont masquées par les besoins des entreprises. Dans cette situation, les gouvernements surévaluent les besoins des grandes entreprises par rapport aux besoins de groupes de citoyens individuels. Cette étude souligne que les entreprises peuvent avoir un impact négatif sur l'intelligence civique si les citoyens ne disposent pas d'une liberté suffisante pour exprimer leurs opinions sur les questions économiques. L'étude montre que les États-Unis ont été confrontés à un désengagement civique au cours des trois dernières décennies en raison de la monopolisation des opinions par les entreprises. D'un autre côté, si un gouvernement soutient le capitalisme local et l'engagement civique de manière égale, il pourrait y avoir des résultats socio-économiques bénéfiques tels qu'une plus grande égalité des revenus, moins de pauvreté et moins de chômage . L'article ajoute qu'en période de développement mondial, les forces locales d'intelligence civique et d'innovation profiteront probablement à la vie des citoyens et distingueront une région d'une autre en termes de statut socio-économique. Le concept de santé civique est introduit par une étude comme un élément clé du bien-être de l'économie locale ou nationale. Selon l'article, l'engagement civique peut accroître les compétences professionnelles des citoyens, favoriser un sentiment de confiance dans les communautés et permettre un plus grand investissement communautaire de la part des citoyens eux-mêmes.

## Intelligence artificielle

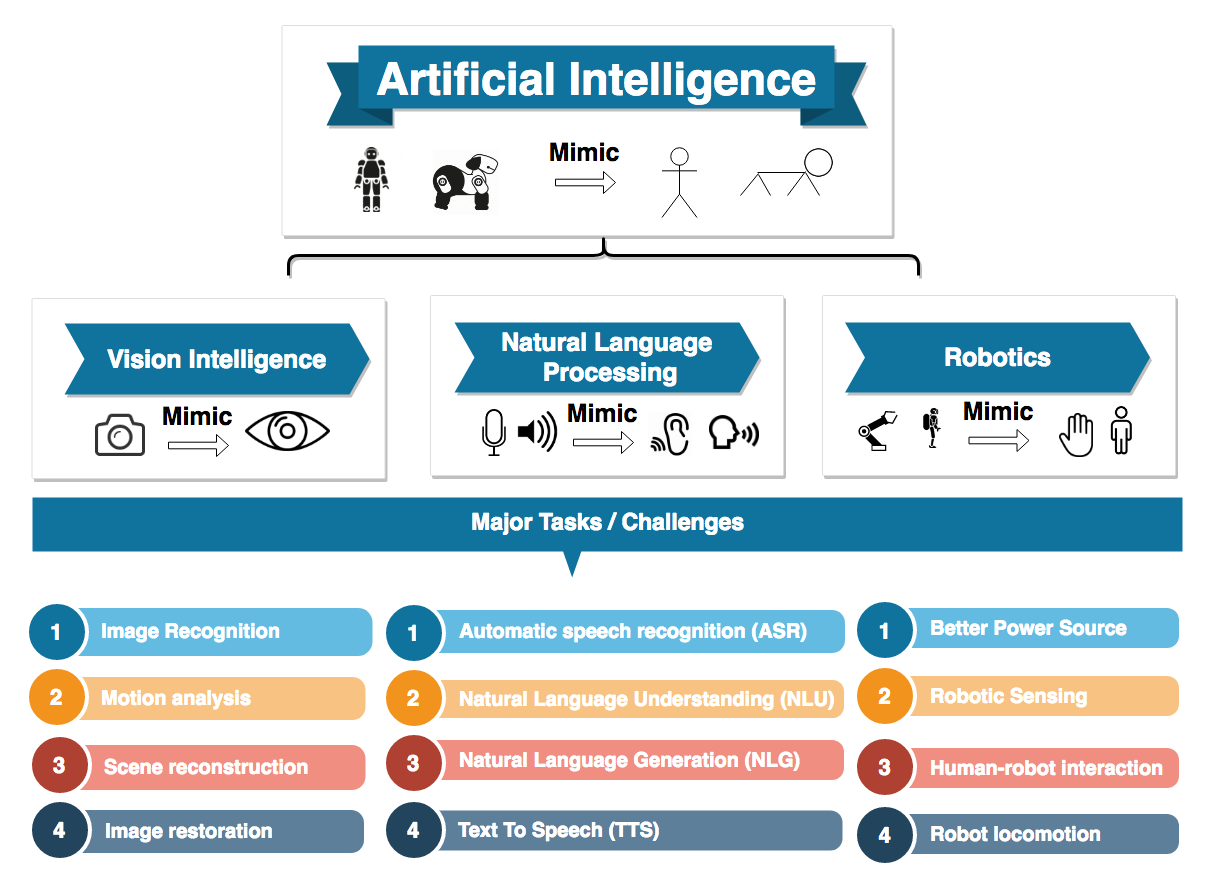
Cette image montre différentes catégories d'IA et les principales tâches

Un exemple récent et marquant de l'intelligence civique dans le monde moderne est la création et l'amélioration de l'intelligence artificielle. Selon un article de 2018, l'IA permettrait aux gens de proposer des solutions, de communiquer plus efficacement entre eux, d'obtenir des données pour la planification et de s'attaquer aux problèmes de société du monde entier. En 2018, lors du deuxième sommet annuel AI for Good Global, des dirigeants de l'industrie, des décideurs politiques, des chercheurs et des passionnés d'IA se sont tous réunis pour formuler des plans et des idées sur la manière d'utiliser l'intelligence artificielle pour résoudre les problèmes de la société moderne, y compris les problèmes politiques dans des pays de différents niveaux de développement . Le sommet a proposé des idées sur la manière dont l'IA peut contribuer à la sécurité, à la santé et à la gouvernance de la ville. L'article mentionne que pour que l'intelligence artificielle puisse être utilisée efficacement dans la société, les chercheurs, les décideurs, les membres de la communauté et les entreprises technologiques doivent tous travailler ensemble pour améliorer l'intelligence artificielle. Avec cette logique, il faut une intelligence civique coordonnée pour faire fonctionner l'intelligence artificielle.
L'intelligence artificielle comporte aussi de nombreux risques et désavantages. Selon un rapport de 2019, elle est de plus en plus utilisée par les gouvernements pour limiter les libertés civiles des citoyens par le biais de régimes autoritaires et de réglementations restrictives. La technologie et l'utilisation de systèmes automatisés sont utilisées par des gouvernements puissants pour exclure l'intelligence civique. Il y a aussi le risque de perdre l'intelligence civique et les emplois humains si l'IA venait à s'implanter dans des secteurs toujours plus nombreux de l'économie ainsi que dans les paysages politiques à travers le monde . L'IA a la dangereuse possibilité de devenir incontrôlable et de reproduire des comportements destructeurs qui pourraient être préjudiciables à la société.
Cependant, si les communautés mondiales travaillent ensemble pour élaborer des normes internationales, améliorer les politiques de réglementation de l'IA et d'éducation sur l'IA, la liberté politique et civile pourrait être plus facilement atteinte.

## Réseaux sociaux
Grâce aux avancées récentes de la technologie, les médias sociaux et Internet façonnent les interactions de l'intelligence civique avec la politique dans le monde. Les nouvelles technologies étendent la portée des données et des informations à un plus grand nombre de personnes, et les citoyens peuvent dialoguer entre eux ou avec le gouvernement plus ouvertement via Internet . L'intelligence civique peut prendre la forme d'une présence accrue parmi des groupes d'individus, et la vitesse d'apparition de l'intelligence civique est également intensifiée.
Internet et les médias sociaux jouent un rôle dans l'intelligence civique. Les médias sociaux comme Facebook, Twitter et Reddit sont devenus des sites populaires de découvertes politiques, et de nombreuses personnes, en particulier les jeunes adultes, choisissent de s'engager dans la politique en ligne. Les médias sociaux ont des effets positifs sur l'engagement civique. Selon un article, les médias sociaux ont connecté les gens de manière sans précédent. Les gens trouvent désormais plus facile de former des mouvements démocratiques, de dialoguer entre eux et avec les politiciens, d'exprimer leurs opinions et d'agir virtuellement. Les médias sociaux ont été intégrés dans la vie des gens, et de nombreuses personnes obtiennent des informations et d'autres idées politiques à partir de sources en ligne.
Une étude explique que les médias sociaux augmentent la participation politique grâce à des formes plus directes de démocratie et à une approche ascendante de la résolution de problèmes politiques, sociaux ou économiques. L'idée est que les médias sociaux amèneront les gens à participer politiquement de nouvelles manières autres que les actions traditionnelles de vote, de participation à des rassemblements et de soutien aux candidats dans la vie réelle. L'étude soutient que cela conduit à de nouvelles façons de mettre en œuvre l'intelligence civique et la participation politique. Ainsi, l'étude souligne que les médias sociaux sont conçus pour rassembler l'intelligence civique en un seul endroit, Internet. Un troisième article présentant une étude de cas italienne conclut que la collaboration civique est importante pour aider un gouvernement sain à fonctionner dans les communautés locales et nationales. L'article explique qu'il semble y avoir des actions et des efforts politiques plus individualisés lorsque les gens choisissent d'innover de nouveaux modes de participation politique. Ainsi, les actions d'engagement politique d'un groupe peuvent être entièrement différentes de celles d'un autre groupe.
Cependant, les médias sociaux ont également des effets négatifs sur l'intelligence civique en politique ou en économie. Une étude explique que même si les médias sociaux ont pu accroître la participation directe des citoyens à la politique et à l'économie, ils ont peut-être aussi ouvert plus de place à la désinformation et aux chambres d'écho. Plus précisément, la pêche à la traîne, la diffusion de fausses informations politiques, le vol de données personnelles et l'utilisation de bots pour diffuser de la propagande sont tous des exemples de conséquences négatives d'Internet et des médias sociaux. Ces résultats négatifs, dans le sens de l'article, influencent négativement l'intelligence civique car les citoyens ont du mal à démêler les mensonges des vérités dans l'arène politique. Ainsi, l'intelligence civique serait trompeuse ou disparaîtrait complètement si un groupe utilise de fausses sources ou des informations trompeuses. Un deuxième article souligne qu'une bulle de filtre est créée par l'isolement de groupe à la suite de la polarisation de groupe . Les fausses informations et la tromperie délibérée des agendas politiques jouent un rôle majeur dans la formation de bulles filtrantes de citoyens. Les gens sont conditionnés à croire ce qu'ils veulent croire, de sorte que les citoyens qui se concentrent davantage sur des informations politiques unilatérales pourraient former leur propre bulle de filtre. Par ailleurs, une étude de 2019 que Twitter augmentait les connaissances politiques des utilisateurs tandis que Facebook les diminuait, soulignant que différentes plateformes de médias sociaux peuvent influencert différemment les utilisateurs en termes de conscience politique et d'intelligence civique. Ainsi, les médias sociaux pourraient avoir des effets politiques incertains sur l'intelligence civique.